# 斯氏茴魚
斯氏茴魚，為輻鰭魚綱鮭形目鮭科的其中一種，為溫帶淡水魚，分布於亞洲蒙古葉尼塞河流域，體長可達39.6公分，棲息在底中層水域，生活習性不明。

## 擴展閱讀
維基物種上的相關：斯氏茴魚